# 木場本和枝
木場本 和枝（きばもと　かずえ、猿年生まれ2月12日 - ）は、日本の女性ナレーター・フリーアナウンサー。東京都出身。血液型はO型。日本短波放送（現・ラジオNIKKEI）報道制作部アナウンサー出身。

## 主な出演作品

### ナレーション
- 東急電鉄駅構内アナウンス
  - 東横線（2006年9月 - 現在）
  - 大井町線（大井町駅 - 上野毛駅のみ、2008年3月 - 現在）
  - 池上線（荏原中延駅のみ、2012年 - 現在）
  - 東急新横浜線（新横浜駅のみ、2023年3月 - 現在）
- 競艇場外発売場「ボートピア横浜」 場内ガイダンス＆テレホンサービス音声（2007年12月 - 現在）

### DVD
- 「ミニ鉄道の小さな旅・関西編」全10巻　ナレーション

### オーディオブック
- 朗読「そうじ力であなたが輝く！」「恋とお金の秘密手帖」

### CD教材
- 「天使がささやく負けない株の投資法」ナビゲーター

### ラジオ
- 文化放送（「くにまるジャパン」内スナックジャポネ）
- ラジオNIKKEI
  - マーケットランチ
  - 三井物産フューチャーズレポート など

### テレビ
- テレビ東京
  - オープニングベル　株式市況レポート
  - 株式ニュース 市場ウォッチング　キャスター
- 日経CNBC
  - TOKYOパワーランチ　キャスター
  - 株式速報、マーケットラップ　キャスター&東証レポーター

など